# أولاد النيفاوي (دار أولاد زيدوح)
أولاد النيفاوي هي إحدى مشيخات المملكة المغربية، تتبع جغرافيا لإقليم الفقيه بن صالح وإداريًا لدار أولاد زيدوح. يقدر عدد سكانها بـ 4921 نسمة حسب الإحصاء الرسمي للسكان والسكنى لسنة 2004.